# Trichophaeopsis
Trichophaeopsis är ett släkte av svampar. Trichophaeopsis ingår i familjen Pyronemataceae, ordningen skålsvampar, klassen Pezizomycetes, divisionen sporsäcksvampar och riket svampar.